# 陳秋菊
陳秋菊（1855年7月9日—1922年8月22日)，字尚志，臺灣臺北文山堡烏月庄（今新北市深坑區旺耽）人，祖籍福建，為清治時期林朝棟所屬棟軍的主要將領，官階為參將(1892年胡傳檢閱時)，主持棟字隘勇左營。陳秋菊是台灣抗日史上的一位傳奇人物，有白馬將軍的稱號。

## 生平
陳秋菊，臺北深坑人，家庭是茶農出身，陳秋菊生於清咸豐年間的淡水廳拳山堡深坑仔莊（日治時期為臺北廳深坑支廳文山堡烏月庄）。自幼頗知詩書，長大後，曾擔任深坑庄總理。
清法戰爭(西仔反)時，曾奉命招募團練義勇五百人防守基隆，並於基隆附近邀擊法軍有功，翌年獲清廷以軍功任命為四品武官，頂戴雙花藍翎，加賜都司。
1894年，奉巡撫唐景崧之令率義勇以備邊警。
乙未戰爭之時，因守備黃宗河內渡，臺民憤激，陳秋菊兼領其軍，率領棟字隘勇左營及前營並兼有十數營鄉勇，共約六千多人兵力（參見棟軍），紛起義以武力抗禦日本殖民者。日本佔領台南後仍在深坑一帶抗日，並曾二次圍攻臺北城。
1896年（明治29年）元旦，當日本人高興慶祝佔有全台時，陳秋菊與胡阿錦、簡大獅等圍攻臺北城，一度佔領大稻埕。當時，陳秋菊騎著一匹白馬率眾領導攻城，因此又被稱為「白馬將軍」。
1897年8月，日本新任臺灣總督兒玉源太郎實施保甲制度及「土匪招降對策」，日本人以招撫方式使其投降，應允給予陳秋菊經營樟腦的開採與製作權，陳秋菊在交換條件下，率一千三百餘名抗日義軍下山「歸順」，其中有部份義軍慘遭日軍殺戮。陳秋菊此後勤儉治產，因而致富。
1907年5月（明治四十年），陳秋菊獲得台灣總督府所頒授的佩紳章。雖名列搢紳，然因變節投降，時感內疚於心，平居不談時事，1922年8月22日，抑鬱而終。

## 身後
陳秋菊古厝(今新北市深坑區旺耽路39巷12號)